# خرگوشچه ساحلی
خرگوشچه ساحلی (نام علمی: Sylvilagus tapetillus)، که همچنین به عنوان دم‌پنبه‌ای کوتوله ریودوژانیرو یا خرگوشچه کوتوله نیز شناخته می‌شود، گونه‌ای خرگوشک دم‌پنبه‌ای بومی برزیل است. تنها از سه نمونه که در پایان سدهٔ نوزدهم در دره پارایبا شکار شد، شناخته شده بود، برای مدت طولانی به عنوان یک زیرگونه از خرگوشچه رایج (Sylvilagus brasiliensis) در نظر گرفته می‌شد. تجزیه و تحلیل در سال ۲۰۱۷ که اندکی کوچک‌تر از خویشاوند نزدیکش بود، تأیید کرد که از نظر ظاهر و ژنتیک به اندازه کافی متمایز است که به تنهایی یک گونه در نظر گرفته شود. به دلیل تخریب زیستگاه احتمالی آن در دره پرجمعیت پارایبا، مشخص نیست که آیا این گونه هنوز در روزگار کنونی زنده مانده است یا خیر.